# La Chapelle-Hareng
La Chapelle-Hareng es una comuna francesa situada en el departamento de Eure, en la región de Normandía.

## Demografía
| 96 | 104 | 94 | 77 | 78 | 79 | 124 |
| Para los censos de 1962 a 1999 la población legal corresponde a la población sin duplicidades (Fuente: INSEE [Consultar]) |     |    |    |    |    |     |